# Mørk blåaks
Mørk blåaks (Sesleria heufleriana) er en stedsegrøn græsart med en tuedannende vækst og mørkeblå, kompakte blomsterstande. Arten dyrkes en del i haverne, især på grund af den tidlige blomstring.

## Beskrivelse
Mørk blåaks er en stedsegrøn, urteagtig plante med en tuedannende vækst. Bladene er forholdsvis stive og danner den tætte tue. De enkelte blade er flade med en enkelt foldelinje, eller – hvis planten er udsat for tørke – sammenrullede på langs. Oversiden er mørkegrøn, mens undersiden er blågrøn. 
Blomstringen foregår i marts-april, hvor man finder blomsterne samlet i endestillede stande på særlige skud. De enkelte blomster er 3-tallige og uregelmæssige, som det er almindeligt for græsblomster. Frøene er ovale nødder, som er indhyllet i avner.
Rodsystemet er trævlet og dybtgående (afhængigt af iltforholdene i jorden).
Højde x bredde og årlig tilvækst: 0,30 x 0,30 m (30 x 30 cm/år), men iberegnet de blomsterbærende stængler når planten dog op i 40 cm højde.

## Hjemsted
Mørk blåaks hører naturlig hjemme i Østeuropa og på nordsiden af Kaukasus. Arten er knyttet til lysåbne, tørre og kalkholdige voksesteder. 
I det store karstområde, som er et biosfærereservat i Karpaterne på den østlige del af grænsen mellem Slovakiet og Ungarn, vokser arten i træløse områder sammen med bl.a. Crategus domicensis (en art af hvidtjørn), Cytisus procumbens (en art af gyvel), grenet edderkopurt, gul hør, Himantoglossum adriaticum (en art af båndtunge), hårtotfjergræs, lav iris, Onosma tornense (en art af æseltunge), pontisk dragehoved, purpurrederod, sommeranemone, våradonis og ægte hundetand
| Portal | Portal:Botanik |

## Note
1. ↑  eco-tours: Cracow – Budapest. A Botanical Traverse of the West Carpathian Mountains Arkiveret 7. januar 2012 hos  Wayback Machine – (engelsk) kortfattet oversigt over interessante plantesamfund i disse bjerge.